# Caliphaea angka
Caliphaea angka – gatunek ważki z rodziny świteziankowatych (Calopterygidae). Występuje w górskich lasach północno-zachodniej Tajlandii.